# Rüdigershagen
Rüdigershagen ist ein Ortsteil von Niederorschel  im Landkreis Eichsfeld in Thüringen. Rüdigershagen ist eines der wenigen Dörfer im Landkreis Eichsfeld, die  nicht zum „historischen“ Eichsfeld  gehören.

## Lage
Der Ort Rüdigershagen befindet sich etwa 20 Kilometer Luftlinie östlich der Kreisstadt Heilgenstadt am Nordhang des Dün im Abschnitt Hüpstedter Wald.
Die höchste Erhebung ist das Kirchholz (504,9 m ü. NN), dieses erhebt sich unmittelbar südlich der Ortslage beginnend mit einem 150 m hohen Steilhang über das Vorland. Weitere Berge sind der Wallingsberg (490,1 m ü. NN) und das Ritterholz mit der Felsbildung Teufelsklippe.
Östlich von Rüdigershagen befindet sich das durch sein Zementwerk bekannte Dorf Deuna, westlich liegt Kleinbartloff. Zum südlichen Nachbarort Hüpstedt führt die Landstraße L1015, eine kurvenreiche und sehr steile Fahrstrecke, für die zahlreiche Verkehrsbeschränkungen bestehen.

## Geschichte
Eine Familienlegende der Grafen vom Hagen besagt, die Familie stamme von einem sächsischen Stammeskrieger Hartugast ab, der 531 in der Entscheidungsschlacht gegen das Thüringer Königreich einen entscheidenden Beitrag in der Schlacht geleistet haben soll und damit den verbündeten Sachsen und Franken zum Sieg verhalf. Als Lohn soll er ein bedeutendes Stück Land erhalten haben. Die in Rüdigershagen, Hüpstedt und Deuna ansässigen vom Hagen sollen mit einer ganzen Reihe von Eichsfelder Rittergeschlechtern blutsverwandt sein, was sich auch in den Familienwappen widerspiegelt.
Die erste urkundliche Erwähnung der Familie vom Hagen – hier in der lateinischen Schreibform Indagine findet man im Februar 1148: Cunnradus et Hermannus fratres de Indagine … - die Brüder Konrad und Hermann von Hagen ….
Die erste gesicherte Erwähnung des Ortes Rüdigershagen fand am 31. Dezember 1273 statt. Hierbei wurde ein Stück Land am Ortsrand (am Steingraben) an das benachbarte Kloster Volkenroda verkauft. Dieses Rechtsgeschäft bestätigt Herzog Albrecht von Braunschweig seinem Burgmann im Ort Hagen. Aus dem Dokument geht gleichzeitig hervor, dass die Besitzungen der Herren vom Hagen zum Herzogtum Braunschweig gehörig galten und daher nicht Teil des mainzischen Eichsfeldes waren.
Im Jahre 1296 saßen auf den Burggütern im Ort die Brüder Rüdiger und Heinrich von Hagen sowie ein Voigt Thilo von Proiken, letzterer könnte ein Vertreter des Klosters Volkenroda sein. Die hierbei erwähnte Burganlage wurde bei der Denkmalerfassung im Landkreis Worbis durch die Mitarbeiter des Weimarer Museum für Ur- und Frühgeschichte Thüringens als Oberwall und Unterwall in Resten vor Ort dokumentiert.
Anfang des 14. Jahrhunderts begann die benachbarte Reichsstadt Mühlhausen sich (wieder) verstärkt gegen Übergriffe der Landadeligen auf ihre Handelswege und das Hoheitsgebiet zu erwehren. Mühlhausen hatte den Thüringer Dreistädtebund mitbegründet. Zug um Zug wurden mit großer militärischer Übermacht die zahlreichen Burgen im Umkreis eingenommen und in der Regel zerstört. Um 1340 waren die Herren vom Hagen erstmals genötigt, einen Sühnevertrag mit dem Mühlhäuser Stadtrat zu schließen, auch ihre Burgen in Rüdigershagen waren eingeäschert worden. Die auch zum Hagenschen Besitz zählende Wasserburg Deuna wurde damit zum neuen Stammsitz der Familie. Bei den Trümmern der Alten Burg errichteten die Herren vom Hagen – oder Hartwig von Knorr, der Teile des Dorfes als Pfandbesitz erworben hatte, einen Wirtschaftshof im Bereich der Vorburg.
Die Zeit der Herren von Knorr in Rüdigershagen endete 1544, als Christoph vom Hagen auf Deuna die dortigen Güter zurückerwarb. Diese Persönlichkeit zählte zu den bedeutendsten Adeligen des Eichsfeldes und war ein früher Anhänger des Reformators Luther. Die Familie ging nun deutlich in Opposition zur katholischen Kirche, verbot sogar die Betretung der jeweiligen Güter in den Hagenenschen Orten durch Geistliche.
Das 1590 erbaute Schloss in Rüdigershagen wurde von Hans vom Hagen bewohnt, er starb jedoch ohne Erben und sein Besitz fiel an seinen Bruder Christoph in Deuna.
Mit der Reformation, die auch im Herzogtum Braunschweig eingeführt wurde, erhielt Rüdigershagen am 14. März 1591 den ersten evangelischen Pastor, Johannes Schaub von Zaunröden. Die erste Dorfschule soll von 1607 bis 1624 bestanden haben, erster Lehrer war Barthold Ringleben. Ein erster Neubau der Schule wurde 1682 eingeweiht.
Vier Jahrzehnte nach dem Dreißigjährigen Krieg zählte man 1689 im Ort Rüdigershagen 227 Braunschweiger und 41 schwarzburgische Untertanen. Bereits 1686 war die Evangelische Kirche erneuert worden. Im 18. Jahrhundert nutzten sie ihren Einfluss um die Ansiedlung jüdischer Kaufleute als Schutzjuden zu ermöglichen.
Im Dezember 1807 wurden die braunschweigischen Exklaven in Nordthüringen dem Königreich Westphalen angegliedert. Nach dem Wiener Kongress wurden die Herrschaftsgebiete in Nordthüringen neu verwaltet: Das Dorf gelangte 1815 in den neu gebildeten Kreis Worbis, Regierungsbezirk Erfurt im Königreich Preußen.
Als Patronats- und Gerichtsherren lebten die Grafen vom Hagen bis zum Zweiten Weltkrieg im Ort. Eine von der Familie gestiftete Gedenktafel wurde im Herbst 1996 im Innern der Kirche angebracht.
Das Dorf Rüdigershagen zählte um 1840 laut einer statistischen Untersuchung 4 katholische und 755 evangelische Einwohner sowie 75 Juden. Es wurden weiterhin 158 Wohnhäuser, 167 Stallungen und Scheunen, vier Gemeindehäuser, zwei Krüge und eine Schule erwähnt. Ein Teil des Ortes (elf Häuser) war im Besitz der Fürsten von Schwarzburg-Sondershausen. Ein Lehrer unterrichtete die schulpflichtigen 81 Knaben und 66 Mädchen. Das wichtigste Gewerbe war zu dieser Zeit in Rüdigershagen der Fellhandel – immerhin 60 Personen gingen diesem Gewerbe nach. Die handwerkliche Weberei und Textilfertigung war mit zwei Baumwoll- und sechs Leinwand-Webstühlen präsent. Als sonstige Gewerbe- und Handwerksbetriebe nennt die Übersicht einen Bäcker, zwei Fleischer, zwei Schuhmacher, drei Schneider, drei Tischler, einen Drechsler, zwei Hausschlächter, einen Barbier, zwei Schankwirte, zwei Mahlmühlen, auch neun Mägde und sieben Knechte. Sieben Lebensmittelhändler (Victualienhändler) versorgten das Dorf mit den benötigten Lebensmittel von außerhalb. Der gesamte Viehbestand umfasste 34 Pferde, 1 Esel, 140 Rinder, 460 Schafe, 42 Ziegen und 20 Schweine. Bedeutend war auch die Aufzucht von Gänsen. Die Dorfflur umfasste 2464 Morgen Fläche, die landwirtschaftliche Nutzfläche umfasste davon 1718 Morgen Ackerland, 18 Morgen Gartenland und 33 Morgen Wiese. Ferner wurden 550 Morgen Privatwald – davon 53 Morgen Gemeindewald – und 71 Morgen Brachland genannt. Der Ertrag der Felder wurde als schlecht bis mittelmäßig eingeschätzt.

## Sehenswürdigkeiten
- In Niederorschel, Thomas-Müntzer-Straße  befindet sich das Heimatmuseum der Gemeinde mit einer Sammlung bäuerlicher und gewerblicher Gerätschaften aus Rüdigershagen.[13]
- In Rüdigershagen kann man die Reste einer Turmhügelburg am Westrand der Gemeinde in einem parkartig gestalteten Gelände besichtigen. Die Burganlage bestand im 13. Jahrhundert und sicherte den Zugang zum Dorf. Der davon räumlich entfernte ehemalige Adelssitz der Grafen vom Hagen ist 1984 in Teilen abgerissen worden.
- Die Neue Mühle diente als Mahlmühle für die Bauern des Dorfes während das Rittergut, ein  großer Vierseithof in seinem Gebäudekomplex eine eigene Gutsmühle besaß.[14]
- Der historische Ortskern wurde im Juni 2018 als Denkmalensemble in das Denkmalbuch des Freistaates Thüringen eingetragen.[15]
- Die Kirche St. Petri, die in ihren Hauptbestandteilen 1686 gebaut wurde, steht unter Denkmalschutz.

## Persönlichkeiten
- Horst Schnellhardt (* 12. Mai 1946 in Rüdigershagen), Politiker (CDU)